# Віруси для Palm OS
Вірусів для пристроїв на Palm OS було створено не дуже багато. Причиною цього є простота цієї ОС порівняно з настільними ОС, яка забезпечувала меншу кількість вразливостей у безпеці.

## Віруси для Palm OS
| Назва вірусу      | Поведінка                             | Час викриття    |
| ----------------- | ------------------------------------- | --------------- |
| LibertyCrack      | Видаляє додатки та файли              | 28 серпня 2000  |
| PEMagic[джерело?] | Обнуляє ROM                           | Невідомо        |
| Phage             | Видаляє додатки та файли              | 22 вересня 2000 |
| Vapor             | Робить невидимими всі іконки додатків | 21 вересня 2000 |